# Poggea longepedunculata
Poggea longepedunculata är en tvåhjärtbladig växtart som beskrevs av Paul Rodolphe Joseph Bamps. Poggea longepedunculata ingår i släktet Poggea och familjen Achariaceae. Inga underarter finns listade i Catalogue of Life.